# Елешнишки манастир
Елешнишкият манастир „Успение на Пресвета Богородица“ е действащ манастир без монаси в България.

## Местоположение
Намиращ се на 4 km северно от село Елешница, област София. Разположен е в Стара планина, в подножието на връх Мургаш. Поради близостта си до река Яковищица често е наричан и Яковски манастир. Манастирът е част от Мала Софийска света гора и е обявен за паметник на културата и архитектурата.

## История
Елешнишкият манастир е подробно изучен и описан за първи път от Димитър Маринов. Все още остава неясно кога възниква манастирът. Предполага се, че е обитаван от монаси отшелници още от IX век. Но създаването му става през XIV или в началото на XV в., при управлението на цар Иван Александър, когато са създадени и много от манастирите около София. Доказателство за това е поставената в настилката на храма мраморна плоча с надпис от 1499 г. Запазени са и фрески с характерната за XV – XVI в. стилизация.
Манастирът е обновен и възстановен през XVI – XVII в. През 1793 г. Елешнишкият манастир е опустошен от кърджалийски нашествия. През 1799 г. е възстановен, а по-късно отново е разграбен и разрушен. Игумен Данаил започва обновяването на манастира през 1820 г., за което свидетелства надписът: „Храм сей обновися в лета 1820“. Църквата е ремонтирана и изографисана от самоковски зографи през 1864 г.
По време на Османския период Елешнишкият манастир е книжовно средище, към което има и килийно училище. Запазени са едно Четвероевангелие и един Псалтир, съхраняващи се в Националния църковен историко-археологически музей в София.
В манастира се укрива Васил Левски. След разгрома на Ботевата чета в началото на юни 1876 г. някои от оцелелите четници намират подслон в манастира. През първата половина на XIX в. е извършено цялостно обновление на Елешнишкия манастир. По време на Втората световна война манастирът не функционира. Сменят се на няколко пъти неговите обитатели. Последователно е мъжки и женски. След 1966 г. манастирът запада. От 1989 г. започва реставрирането в стария му вид и стил.

## Архитектура
Църквата е с типични за късното средновековие размери и стил. Тя е ниска, еднокорабна с широк притвор и с размери 6,8 m на 14,5 m, с преддверие от запад. Сградата се състои от две части, а притворът е допълнително добавен и изписан. Над вратата на западната стена в наоса има ктиторски надпис, свидетелстващ за създаването и изписването на църквата през XVI век. Най-добре е запазена живописта в преддверието. Калиграфските особености и художественият стил на стенописите свидетелстват, че са изографисвани в края на XVI и началото на XVII в. Над южната врата на притвора е представена сцената „Успение Богородично“. В олтара е изрисувана сцената „Благовещение“, а от двете ѝ страни са представени царете Давид и Соломон. В апсидата е изографисана Света Богородица на трон с малкия Иисус. В църквата се намира едно от четирите изображения на Вселенски събор по българските земи, както и ценен стенопис на Тайната вечеря от 1864 г.
Манастирските сгради са двуетажни. На първия са конюшните и помещенията за добитъка, а на втория – монашеските килии. Манастирският комплекс разполага с два самостоятелни двора и две жилищни крила.